# سوریا (بارسلونا)
سوریا (بارسلونا) (به اسپانیایی: Súria) یک شهرستان در اسپانیا است که در کاتالونیا واقع شده‌است.

## خصوصیات
سوریا ۲۳٫۶۱ کیلومترمربع مساحت و ۶٬۳۶۹ نفر جمعیت دارد و ۳۲۶ متر بالاتر از سطح دریا واقع شده‌است.